# Alarma por los arándanos de 1959

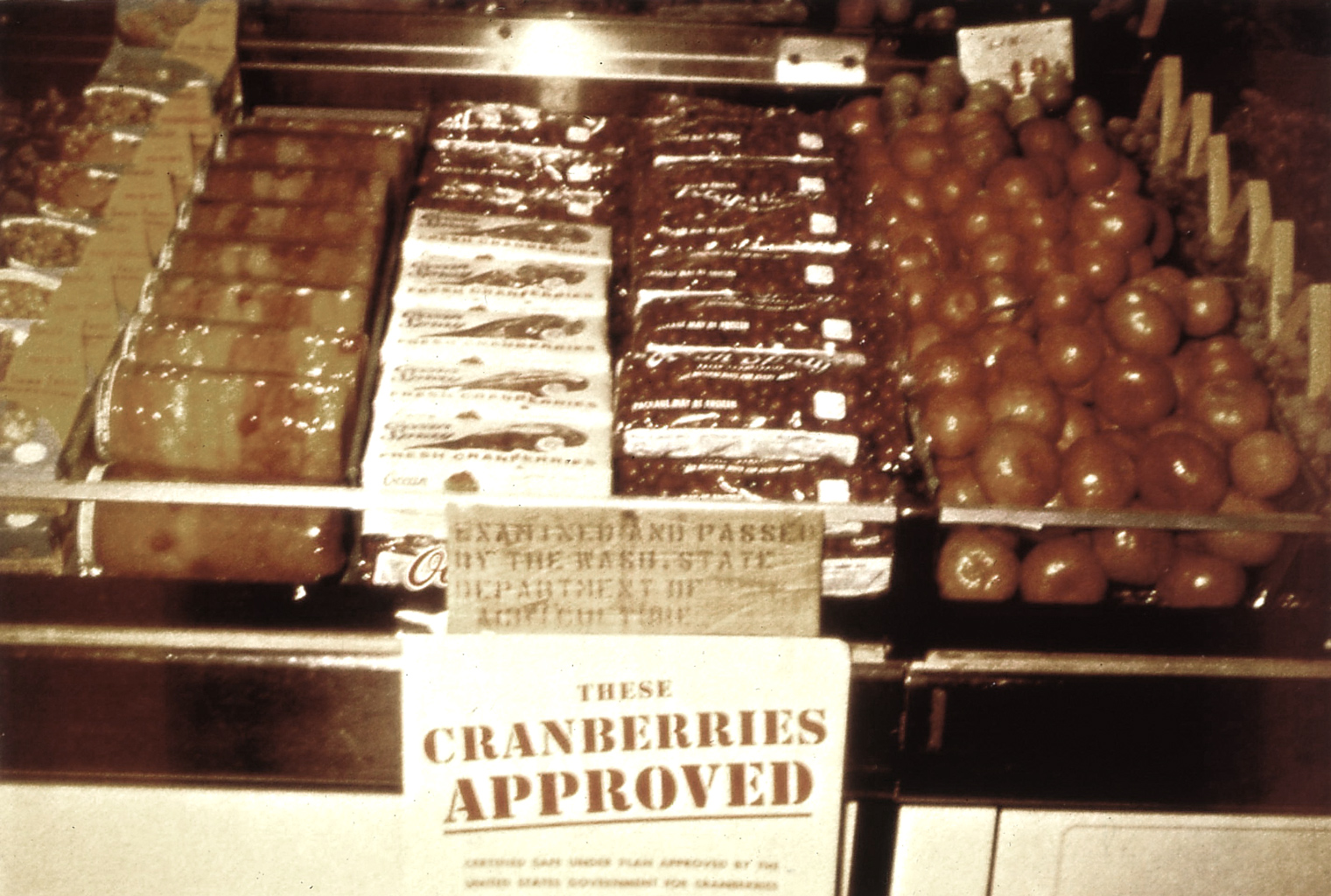
Los arándanos que la Administración de Alimentos y Medicamentos había aprobado como libres de aminotriazol fueron etiquetados como "aprobados".

La alarma por los arándanos de 1959 fue una crisis alimentaria ocurrida en Estados Unidos, provocada por informes gubernamentales que alertaban sobre la posible contaminación de la cosecha de arándanos con el herbicida aminotriazol. La alarma se desató el 9 de noviembre de 1959, pocas semanas antes del Día de Acción de Gracias, durante una conferencia de prensa del Departamento de Salud, Educación y Bienestar, en la que Arthur Flemming anunció que dos cargamentos de arándanos habían dado positivo por aminotriazol, un posible carcinógeno. Esto resultó especialmente perturbador, ya que en ese momento la gran mayoría del consumo de arándanos en Estados Unidos ocurría durante la temporada de fiestas.
A raíz de la alarma, algunos supermercados dejaron de vender productos derivados del arándano y las ventas de arándanos frescos cayeron un 73 %. Poco antes de Acción de Gracias, muchos lotes de arándanos fueron certificados como libres de aminotriazol, pero para entonces gran parte del público ya había tomado su decisión. Incluso la cena de Acción de Gracias del presidente Dwight D. Eisenhower ese año reemplazó la tradicional salsa de arándanos por puré de manzana.

## Antecedentes
El aminotriazol fue aprobado por primera vez como herbicida para los arándanos en Estados Unidos en 1958, pero debido a que experimentos de la Administración de Alimentos y Medicamentos (FDA) en ratas mostraron que podía causar cáncer de tiroides, su uso se restringió al período posterior a la cosecha (para evitar la contaminación de las bayas). Aunque estos experimentos demostraron cierto riesgo, la dosis equivalente para que ese riesgo se manifestara en humanos habría sido de miles de libras de arándanos contaminados.
También en 1958, se promulgó la Enmienda sobre Aditivos Alimentarios (Food Additives Amendment). Esta ley incluía la cláusula Delaney, que prohibía completamente los aditivos alimentarios que se hubiera demostrado que causaban cáncer. La cláusula no contemplaba ninguna excepción basada en el nivel de riesgo o la dosis.

Debido a esto, en 1959, Ocean Spray, la principal asociación estadounidense de cultivadores de arándanos, exigió a todos los productores evitar el uso de aminotriazol. A pesar de esta advertencia, algunos lotes de arándanos comenzaron a dar positivo por aminotriazol más adelante ese mismo año.

## El escándalo

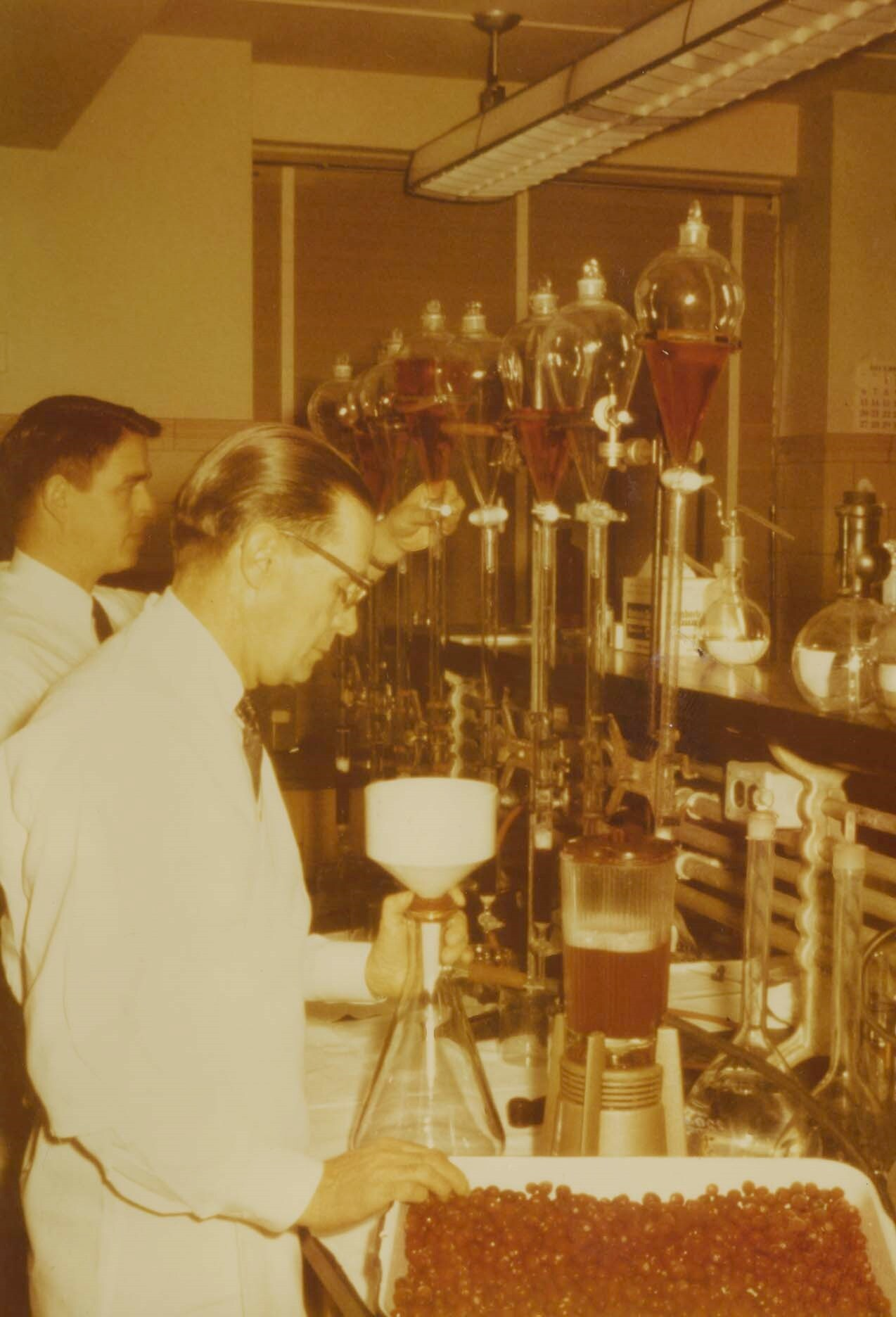
Los científicos de la Administración de Alimentos y Medicamentos trabajaron por horas para analizar los arándanos antes del Día de Acción de Gracias.

El 9 de noviembre de 1959, en una conferencia de prensa regular no televisada, el Secretario de Salud, Educación y Bienestar, Arthur Flemming, anunció que algunos arándanos provenientes de Oregón y Washington habían dado positivo por aminotriazol. Dijo: "Si las amas de casa no pueden determinar dónde se cultivaron los arándanos, el Gobierno les aconseja no comprarlos, ya sea enlatados o frescos, a pesar de la proximidad del Día de Acción de Gracias". Los cultivadores de arándanos llegarían a llamar a este día el "Lunes Negro".
La noticia provocó una alarma en todo el país. Algunos gobiernos, como los de Ohio o San Francisco, prohibieron la venta de arándanos. Muchos supermercados dejaron de vender productos derivados del arándano. Los medios de comunicación sugirieron alternativas a los arándanos para la cena de Acción de Gracias, como cáscara de sandía en escabeche o arándanos rojos escandinavos (lingonberries).
American Cyanamid, uno de los fabricantes de aminotriazol, afirmó que sus pruebas demostraban que los arándanos no representaban ningún riesgo para los humanos. Miembros de la industria del arándano instaron al presidente Eisenhower a destituir a Flemming. Richard Nixon y John F. Kennedy, ambos posibles candidatos presidenciales para las elecciones de 1960, comieron públicamente productos de arándano para mostrar su apoyo a los cultivadores.
La alarma afectó gravemente a los cultivadores de arándanos, quienes temían pérdidas financieras considerables. Para mitigar la crisis, la FDA encargó a sus químicos analizar lotes de arándanos lo más rápido posible. Finalmente, el 99 % de los arándanos fue aprobado para su venta. A pesar de ello, se perdieron más de 40 millones de dólares en arándanos y Ocean Spray despidió a un tercio de sus trabajadores.

## Consecuencias
El impacto de la alarma sobre el interés de los estadounidenses en los arándanos desapareció para el siguiente Día de Acción de Gracias.
En 1962, el Departamento de Agricultura de los Estados Unidos realizó un pago de indemnización de 8 millones de dólares para compensar a los cultivadores afectados.
La cláusula Delaney fue derogada por la Ley de Protección de la Calidad de los Alimentos en 1996.